# Shūnan, Yamaguchi
Shūnan (周南市 Châu Nam thị) là một thành phố thuộc tỉnh Yamaguchi, Nhật Bản.